# Битва на Тэрэлже
Битва на реке Тэрэлж, также битва у Дзун-Мод — сражение, состоявшееся 13 мая 1696 года между войсками Джунгарского ханства под командованием Галдан-Бошогту хана и цинским войском, возглавляемым императором Канси; закончилась разгромом ойратов и предрешила итог первой ойрато-маньчжурской войны.

## Подготовка сражения
Весной 1696 года маньчжурский император Канси решил нанести окончательное поражение Галдан-Бошогту хану, который оказался покинут большинством воинов и союзников, перешедших на сторону Цэван-Рабдана, захватившего власть в Джунгарии в то время, когда Галдан воевал в Халхе. Таким образом, Галдан-Бошогту оказался лишённым тыла и баз.
Цины решили нанести удар по ойратскому войску по трём направлениям. Западная колонна войск, которой командовал Бе Фянгу, двигалась из Нинся и Хух-Хото, центральная, которой командовал лично Канси — из Дашикоу, восточная, под предводительством Сабсу — из Маньчжурии. Значительную часть цинской армии составляли халхаские нойоны, уже вошедшие в подданство империи. Армии вышли в конце февраля 1696 года, тщательно скрывая маршрут и цель движения от монголов, особенно от прочих халхасов, которые могли бы предупредить Галдана и тем осложнить операцию. В этих целях китайским войскам было запрещено разжигать костры, приём пищи разрешался только один раз в сутки. Все три армии должны были сойтись к северу от Хангая.
В апреле в штаб Канси поступили ложные сведения, что армия Галдана состоит из 20 тысяч ойратов и 60 тысяч вспомогательного войска, прибывшего к нему якобы из России. Многие сановники обратились к императору с настойчивой рекомендацией прервать поход, однако он, подчеркивая огромные усилия, затраченные на подготовку похода и его большое значение для судьбы империи, пригрозил сеющим панику казнью.
В начале мая армии приблизилась к верховьям Керулена и Толы, где находился лагерь Галдана. Из-за отсутствия налаженной разведки маньчжурским войскам удалось приблизиться к ойратам на 5 дневных переходов. Однако из-за недельного опоздания западной армии и возможности срыва окружения Канси отправил Галдану письмо и дары с предложением о переговорах, надеясь задержать его на Керулене. Письмо было доставлено к ойратским караулам 6 мая. Между тем 3 мая отборные передовые части Бе Фянгу уже подошли к Толе, отрезав Галдану путь отступления на Кобдо, и заняли главенствующие высоты на одном из её притоков — реке Тэрэлж, в местности Зуунмод (ныне — территория парка Горхи-Тэрэлж)
Галдан, не отослав ответа, на рассвете 7 мая отдал приказ о немедленном отступлении от Керулена. Узнав об этом, Канси вновь отправил ему послание с предложением о переговорах и перемирии, однако одновременно с этим начал наступление центральной и восточной армии. Галдан, поспешно отступая, оставлял при этом старых и слабых, имущество, военное снаряжение, предметы буддийского культа. 10 мая маньчжуры заняли место брошенной ставки ойратов. Восточная армия отрезала Галдану путь на север, центр теснил его от верховьев Керулена к Толе.

## Ход битвы
Преследование продлилось трое суток. Дважды Галдан выбирал место для сражения, однако в первый раз ему помешали панические настроения в армии, а второй — сообщение об обнаружении западной армии маньчжуров. 13 мая, подойдя к позициям маньчжуров на Тэрэлже, он принял решение о немедленной атаке. В его войске насчитывалось лишь 5 тысяч человек и 2 тысячи ружей.
В ожидании ойратов цинская армия построилась в боевой порядок: в центре — китайские войска, справа и слева от них столичные шо-пинь-фуские и синаньские войска, на флангах — халха-монголы. Датунский отряд был послан в засаду в обход горы, а небольшие отряды Цзунь-бину Така (1000 чел.) и нинь-янский отряд (1300 чел.) заняли соответствующие позиции за артиллерией на правом и левом флангах.
Как только цинская армия построилась на вершине горы, стало ясно, что ойраты также начали общую атаку, однако, увидев, что маньчжуры уже заняли вершину горы, они остановились у восточного склона и открыли огонь из ружей вверх.
Около полудня Галдан бросил все силы на прорыв центра маньчжурской армии. Тогда цинские войска спешились и перешли в контратаку, но, тем не менее, цинский центр прогнулся и наступил решающий момент сражения. В этот период маньчжурский отряд, посланный в обход, обрушился на беззащитный ойратский лагерь и тылы джунгарской армии, захватив весь ойратский обоз. Цинские полководцы после массированного артиллерийского обстрела начали контрнаступление по всему фронту с использованием большой численности кавалерии. Бо́льшая часть ойратской армии (более 3 тыс. человек) попала в окружение и была уничтожена, а меньшая — бежала с поля боя. Благодаря собственной жене Ану-хатун, возглавившей отчаянную контратаку и погибшей в этой битве, Галдан вместе с небольшой группой приближённых сумел выйти из окружения и бежать на запад в долину Тамир-Гола.
После битвы, собрав остатки разбитых войск, Галдан остался с немногочисленным отрядом воинов. Канси, посчитав задачу похода выполненной, поручил разыскивать Галдана халхасам.

## Последствия
Исход битвы был предопределён значительным численным преимуществом маньчжуров и их техническим превосходством, в ходе битвы маньчжурами впервые на территории Монголии была широко применена артиллерия и огнестрельное оружие. После сражения война фактически окончилась в пользу Цинской империи, устранившей джунгарскую угрозу в Халхе и полностью присоединившей её к себе.

## В искусстве
- Битва на Тэрэлже является центральной сценой новеллы Б. Ринчена «Мужественная Ану» (монг. Ану хатан), посвящённой супруге Галдана Ану-хатун.